# Forintos György (politikus)
Forintosházi Forintos György János Nepomuk Lajos (Mihályfa, Zala vármegye, 1792. május 8. – Szigetvár, Baranya vármegye, 1857. november 30.), Zala vármegyei konzervatív politikus, szolgabíró. Politikai pártja, a Deák Ferenc politikai ellenfele és a "Haza Bölcse" által javasolt nemesség jogai és adómentesség megszüntetését ellenezte.

## Életrajz

### Családja
A Zala megyei római katolikus jómódú nemesi származású forintosházi Forintos család sarja. Apja forintosházi Forintos Boldizsár (1768–1828), táblabíró, szabadkőműves, a szántói járás alszolgabírája, földbirtokos, anyja nemes Mlinárits Anna (1772–1844) volt. Forintos György apai nagyszülei forintosházi Forintos Gábor (1723-1782), királyi tanácsos, Zala vármegye alispánja, földbirtokos, és lomniczai Skerlecz Erzsébet (1732–1802) voltak. Az anyai nagyszülei nemes Mlinarics Lajos (1743-1802), zalai alispán, földbirtokos, a zalaegerszegi szabadkőműves páholytag és nemes Chinorányi Terézia voltak; Mlinarits Lajos második hitvese rákosi Boros Terézia (1747-1817) asszony volt. Az apai nagyanyai dédszülei lomniczai Skerlecz Sándor (1700–1733), földbirtokos és barkóczi Rosty Mária (1710–1763) voltak. Keresztelőjének bejegyzésén 5 keresztszülő szerepel: gróf tolnai Festetics György, marosi Nagy András (1741-1798), mihályfai birtokos, és neje nemes Sümeghy Judit (1746-1801) asszony, valamint nemes Naypar József, ügyvéd, és nemes Mlinarics Franciska voltak. Forintos György elsőfokú unokatestvére forintosházi Forintos Károly (1795–1866), táblabíró, mihályfai földbirtokos, ellenzéki tag, aki tovább vitte a forintosházi Forintos családot.

### Házassága és gyermekei
Családjának bizonyos tagjai konzervatív politikai nézetekkel éltek, és hűségesek voltak az uralkodó házhoz; azonban, apja, Forintos Boldizsár, és nagybátyja, ifjabb Forintos Gábor főjegyző, a liberális zalaegerszegi "A jó tanácshoz" nevű szabadkőműves páholy tagjai voltak, és a liberális jáprai Spissich János zalai alispán belső köréhez tartoztak. Forintos György, apjával ellentétben, igen szigorú konzervatív politikai eszmékkel élt, amelyek semmiképpen nem fértek össze a közös teherviselés, jobbágy felszabadítás és a királyi elleni összeesküvések fogalmaival.
1818. szeptember 7.-én feleségül vette Kemeneshőgyészen, koronghi Lippich Viktória (Kemeneshőgyész, 1797. április 9. – Sümeg, 1851. december 31.) kisasszonyt, akinek a szülei koronghi Lippich János (1769–1817), táblabíró, földbirtokos és fáradi Vörös Róza voltak. Szoros rokoni kapcsolat fűzte a Forintos és a Lippich családot ekkor. Forintos György fivére, Forintos Sándor (1796-?) királyi testőr, akinek a neje, koronghi Lippich Mária (1794-1846), Forintos Györgyné Lippich Rozália nővére; Forintos György húga, Forintos Teréz (1803-1885), aki koronghi Lippich Sándorhoz (1796-1851), Forintos Györgyné Lippich Rózának és Forintos Sándorné Lippich Máriának fivéréhez ment férjhez. Forintos Györgynek két lánya született:
- Forintos Otilia Anna Mária (Mihályfa, 1819. június 21. – Kisgörbő, 1874. október 1.). Férje, Valentini Márton (1808 – Kisgörbő, 1880. május 8.), ügyvéd, földbirtokos.
- Forintos Jusztina Anna Viktoria (Mihályfa, 1820. szeptember 15. – Sümeg, 1872. április 7.).[9] Férje: tharnói Csontos Sándor (Söpte, 1813. március 2. – ?), táblabíró, földbirtokos.
- Forintos Viktória Julianna (Kisgörbő, 1823. július 31. – ?). Férje, nagykajdi Gergye János (Káld, 1826. május 16. – Kisgörbő, 1893. december 31.), 1848-as hadnagy, földbirtokos.

## Konzervatív politikai törekvései
Forintos György 1817 július 16. és 1826 november 27. között alszolgabíró volt a szántói járáson, majd ugyanott 1826 november 27. és 1828 július 8. között főszolgabíróként tevékenykedett. Állítólagos hivatali visszaélések vádja miatt megfosztották a tisztségétől és pert indították ellene. A 30-as évek során próbálta a hivatalát visszaszerezni, de a liberális érzelmű körök, amelyeknek Csány László és Hertelendy Károly voltak a vezérei, ezt folyamatosan megakadályozták. Az évtized végén, a tehetős pallini Inkey Imrével fogott össze és továbbra is igyekezett egy konzervatív ellenzéket létrehozni.
Az 1840-es években zajlott újabb Deák Ferenc által "liberalista" eszmék megjelenése után, az ellentét a két politikai párt között egyre növekedett. Unokatestvére Forintos József (1784–1848) a zalai választmány tagjaként elutasította Deák Ferenc pártja javaslatait. Forintos György keresztfiától, a Sümegen székelő gróf Zichy Domonkos (1808-1879) veszprémi püspöktől, anyagi támogatását élvezte titokban. Tőle kapta meg azt a megbízást, hogy a zalai konzervatív pártot létrehozza és vezesse. Természetesen Kopácsy József esztergomi érsek, a volt veszprémi püspök, az akció mögött is állt. Forintos György alvezére rumi és rábadoroszlói Rumy Károly (1807-1877) főszolgabíró volt, akinek a felesége, csányi Csány Mária (1816-1884), Csány Istvánné Forintosházi Forintos Mária (1791-1854) lánya, aki Forintos György unokatestvére volt. Csány Mária vallomása szerint, Forintos György szándékában állt Csány Lászlót megbuktatni, aki nem volt más mint a hölgy nagybátyja. Forintos György további politikai közreműködői között nemes Hegyi Domonkos, várbogyai és nagymadi Bogyay Lajos (1803–1875) és kisbarnaki Farkas Károly (Benjamin), szántói alszolgabíró találhatóak.
1843. április 4-én pillanatok a megyei gyűlés befejezése után, Deák Ferenc levelet küldött Kossuth Lajosnak, melyben értesítette, hogy az nemesség adóztatásról szóló javaslatai ellen csak Forintos György szólt egy 20-24 fő támogatással. Jelentése szerint "két egykor megbukott tisztségviselő" a párt fejei: Forintos György és Szentgyörgyi Horváth Pál (1808-1875), a szántói járás alszolgabírája 1834 és 1840 között, voltak. Horváth Pál felesége, Rumy Mária (1811-1847), Forintos György alvezére, Rumy Károly nővére volt.
Darnay Kálmán művében Forintos György szavait idézte: "Az adó elvállalásából következhető veszélyek: Mihelest annakcsak egy részét  elvállaljuk, azzal vérrel szerzett s felséges királyunk által biztositott nemesi szabadságainknak m. csorbítására alkalmat adunk." Forintos György célja a nemesség adóztatása terve megfékezése és a királyi törvények elfogadása elérése a helybeli nemesség lepénzelésével volt. Rosty Vince táblabíró Csány Lászlóhoz küldött levele szerint, Sümegen a vesztegetés pénzzel jelentős volt, amelynek a forrása a papok volt. Másrészt, 1843. július 23-án Forintos György Sümegen egyszerre három helyet tartott lakodalmat, mivel a helybelieknek akart kedveskedni és a liberálisok terveit meghiúsítani. A végén sikeres volt a terve, és a kisnemesség leitatásával elérte a Deák Ferenc által javasolt nemesség adóztatása leszavazását.
1843. szeptember 3-án Deák Ferenc által Klauzál Gáborhoz megírt levelében szerepelt a kínos és sajnálatos esemény ami rövidebb azelőtt zajlott Óhidon. Egy nemesember aki az adózni akaró pártjához tartozott a nem adózni akaró nemes esküdtet akarta kényszeríteni a pártjához állni, és agyonlőtte. Deák szerint "a korteskedés szokott útján becsődítettek, midőn választásom után hazatért, Forintos embereivel közel Egerszeghez az úton összeveszett, s az lőn ezen összeveszésnek, melyet hír szerint a másik fél kezdett vagy legalább provokált, szomorú következése, hogy 5 vagy 6 ember agyonveretett, 8 halálra lőn sebesítve, egynek kezét törték el, egynek szemét ütötték ki, sok mások kisebb sebeket kaptak".
Habár eleinte Deák Ferenc egyes javaslatait zalabéri Horváth János (1788–1853) első alispán, Boldogfai Farkas János (1774–1847), Skublics Károly, Nagy Antal táblabírák és Csáfordi Csillagh Lajos főszolgabíró nem támogatták, hamarosan vállaltak fontosabb politikai szereplést az 1830-as évektől. Horváth János kamarás és Csány László vezették a "Társaság"-ot, amely 1843-ban tanácskozást tartott a Zalaegerszegi kaszinóban és a zalai nemesség adóztatásról tanakodtak.
"Az adónak elvállalásával következhető veszélyek e következendők: mihelyest annak csak egy részét elvállaljuk, azonnal vérrel  szerzett, felséges királyunk által biztosított nemzeti szabadságunknak megcsorbítására alkalmat adunk, és végét nem érjük a folyton folyvást növekedő adók sorának! Ezt fogja követni az, hogy a nagyobb birtokosok ki fogják vinni azt, hogy példának okáért a 200 pengőforint jövedelmen, avagy 500 holdon  alul bíró nemesnek szavazati joga nem leszen, s ekkor a köznemességből ily jövedelmes, avagy holdszámmal bíró nem találkozván, általában eltöröltetik szavazati joguk; azután pedig, ha még az ősiség és bírhatási jog is eltöröltetik, akkoron a már adóval megterhelt szegény nemesség fizetni nem tudván, annak javai elkoboztatnak és idegen nemzet birtokába jutandnak; ez megtörténvén, a már nemesjavakkal eltellett idegen nemzet és pórnép ki fogja vinni az országgyűlésen küldötte által leendő megjelenhetését és szavazati jogát, és így mint birtokosabb és nagyobb számmal levők nemcsak fejünkre és birtokunkra törvényeket alkotnak, hanem vérrel szerzett nemesi szabadságunkat is eltörlik, vagy végre nemzetségünket megsemmisítik. Forintos György. 1843. április 3."